# 莫頓海峽

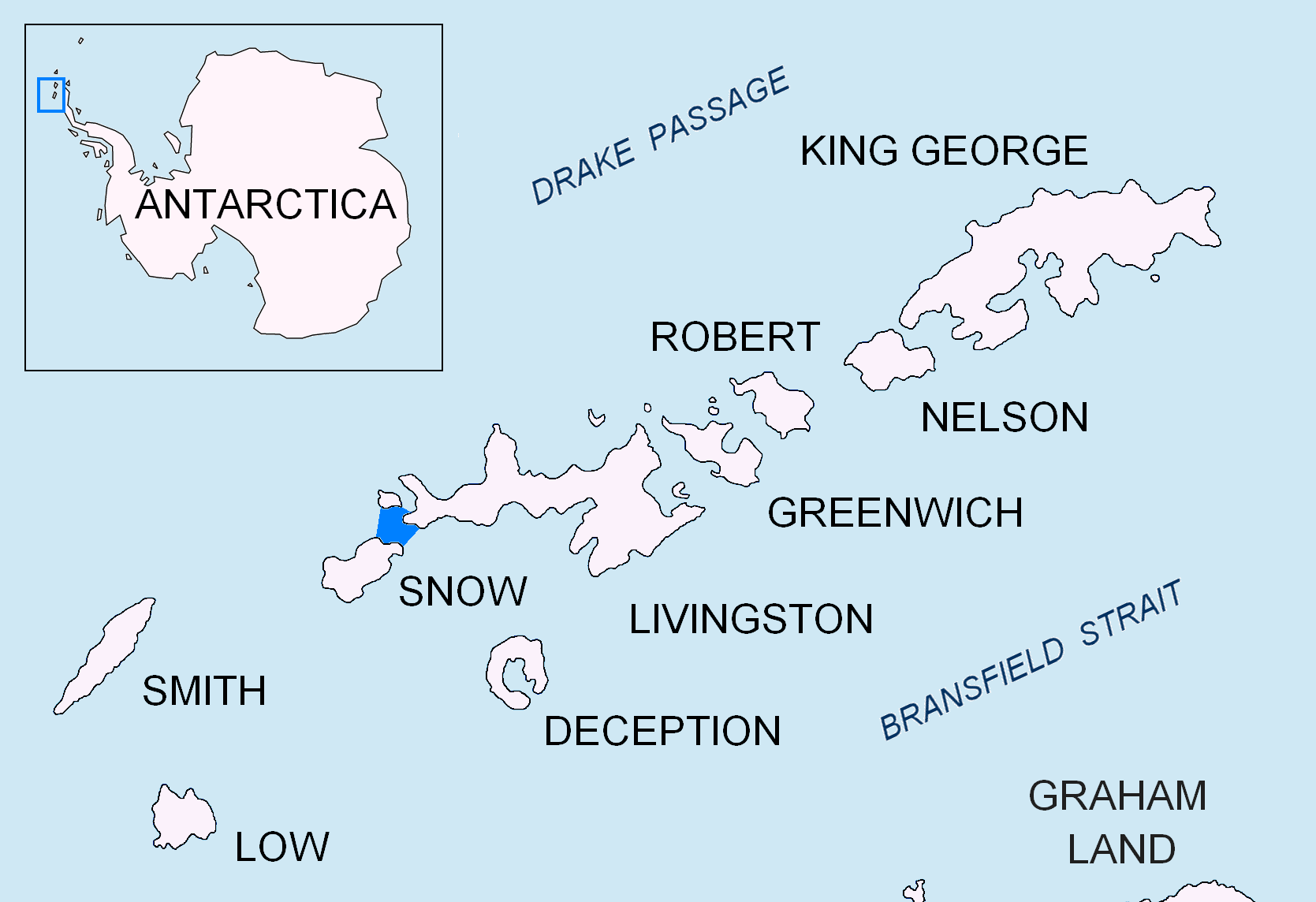

莫頓海峽（英語：Morton Strait）是南極洲的海峽，位於南設得蘭群島，處於雪島和拉吉德島與利文斯頓島之間，長9公里、寬6.2公里，詹姆斯·威德爾把該海峽繪在1825年的地圖，現時受南極條約管治。

## 外部連結
- SCAR Composite Antarctic Gazetteer（页面存档备份，存于）.